# إليسا كاديجيا بوف
إليسا كاديجيا بوف هي ممثلة صومالية إيطالية. إليسا هي أم لولدين وُلدا في صقلية هما مالكولم وماسيميليانو.

## الحياة المهنية
بدأت إليسا مسيرتها السينمائية في التمثيل من خلال الإعلانات التجارية. واكتسبت شهرتها لأول مرة خلال حملة تلفزيونية لشركة أتلانتيك، وهي علامة تجارية شهيرة في سبعينيات القرن الماضي. بدأت حياتها المهنية الطويلة كممثلة ومغنية في المسرح والسينما والتلفزيون بعد حضورها مسرح بيكولو الذي كان يديره المخرج ستريلر. قامت بتجسيد العديد من روائع الملحن الإيطالي لويجي نونو بما في ذلك مسرحية الغابة الشابة المليئة بالحياة (بالايطالية: A Floresta é Jovem e Cheja de Vida) ووجه البحر (بالايطالية: Un volto del mare) والمناظرة الجدلية للعقل (بالايطالية: Contrappunto dialettico alla mente) وثم فهم (بالايطالية: Y entonces Comprendió). ظهرت إليسا لأول مرة كممثلة في أول فيلم روائي طويل من إخراج فالنتينو أورسيني. وقامت لاحقًا بدور البطولة في بعض أفلام الدرجة الثانية في أواخر الستينيات والثمانينيات، بينما كان دورها الأخير في فيلم كوميدي من إخراج كريستينا كومينسيني.
لعبت إليسا لاحقًا دور البطولة في عدد من الأفلام الروائية الإيطالية، ولا سيما أفلام رعب جيالو. وظهرت في عام 1980 في فيلم ماكابري للمخرج لامبرتو بافا.
تشغل بوف بجانب العمل السينمائي منصب رئيسة المؤسسة الافريقية للهجرة (ADIA)، وهي منظمة غير ربحية تخدم النساء المهاجرات في إيطاليا.

## روابط خارجية
- إليسا كاديجيا بوف في قاعدة بيانات الأفلام على الإنترنت